# Владимировская культура
Владимировская культура - памятник Западного Приамурья, занимавший южную часть современной Амурской области. Эта культура была определена и описана в 90-е гг. XX в. прежде всего археологами Б.С. Сапуновым и Д.П. Болотиным.

## История и выделение
Свое название владимировская культура получила по первому памятнику, на котором проводились стационарные раскопки. Памятник впервые обследован и частично раскопан в 1928 году Г.С. Новиковым–Даурским.
К настоящему времени открыто более четырех десятков городищ, селищ, могильников этой культуры, но раскопки проводились в основном на некрополях.
Принадлежность владимировской культуры к эпохе позднего средневековья доказывается по облику инвентаря, его технологическим характеристикам. Трудности вызывает точная датировка. Нижняя хронологическая граница проведена с помощью нумизматического материала – XII – XIV века. Финальная стадия культуры не может быть продолжена позже середины XVII века, так как в это время земледельческое население Амура и Зеи переселилось на территории современной Маньчжурии и Внутренней Монголии, оставив край в запустении.

## Население
Раскопки археологических памятников показали, что носителями владимировской культуры были дауры и совместно проживающие с ними тунгусы, оставшиеся на Верхнем Амуре и Зее после миграции сюда дауров.Д.П. Болотин, работая над этнической интерпретацией владимировской культуры, объяснил причину, приведшее в движение монгольские племена. В монгольском обществе на рубеже I и II тысячелетия проходил процесс социальной стратификации. Для кочевников это периода характерно перераспределение пастбищ среди родственных племен и захват их более сильными коллективами. Слабейшие племена, лишившись основного материального условия существования, были вынуждены мигрировать из общемонгольского центра. В этнокультурном плане владимирская культура являлась результатом смешения даурского и тунгусского населения.
Собственно, даурскую культуру на Амуре археологам обнаружить не удалось, так как дауры жили совместно с тунгусоязычными народами. В владимировской культуре четко зафиксированы сосуществующие монгольские и тунгусские традиции.
Основным занятием дауров было земледелие. Русские землепроходцы XVII века, сообщают, что на Амуре выращивали рожь, пшеницу, ячмень, овес, просо, гречиху, полевой горох и коноплю.
Несмотря на развитое производственное хозяйство, дауры занимались рыбалкой и охотой. Объектом охоты были соболя, рыси, лисы и другие животные. Охотились с луком и стрелами.
Тунгусский пласт во владимировской культуре отражен, прежде всего, в способах захоронения (ориентированные на юг и юго–запад трупоположения и вторичные погребения).
На юге носители владимировской культуры граничили с дючерами. Об этом говорят фрагменты поливной посуды, появившейся на Амуре в поздном средневековье и в писаниях В.Д. Пояркова, благодаря чему дючерская культура была легко локализована.
В отличие от дауров, дючеры использовали городища, возведенные ещё мохэ и чжурчжэниями, лишь подновляя их.

## Памятники и раскопы
Основное представление о владимировской культуре дали археологические материалы из раскопок могильников. Могилы некрополей грунтовые, некоторые захоронения выделяются на поверхности земли небольшими западинами. Могильные ямы четырехугольной или овальной в плане формы. Внутримогильные конструкции представлены рамами–обкладками из стоящих на ребре досок; часть рам–обкладок имела форму лодки с острым носом и широкой кормой; обкладками, при которых досками выстилали дно и покрывали тело умершего; изредка использовали колоды. В могилах умерших хоронили несколькими способами: преобладало трупоположение, вторичный способ применялся реже, захоронения пепла сожженного тела встречаются очень редко. Ориентация умерших головой по сторонам света в разных изученных захоронениях оказалась диаметрально противоположной: на север и северо-восток или на юг и юго-запад. Как показали раскопки неразрушенных погребений Прядчинского могильника, посмертное изъятие верхней части скелета (позвонки, ребра, плечевого пояса) производились до захоронения в могиле.
Способы захоронения: ингумация – 69–70% (совершалась на спине, вытянуто); вторичный обряд – 29% (останки либо рассредоточивались по дну погребальной конструкции при обязательном положении черепа в южном направлении, а тазовых костей – в противоположном, либо были уложены в мешок).
Погребальный инвентарь можно условно разделить на несколько групп: предметы быта (посуда, ножи, фрагменты серпа, кресала, ножницы, точильные камни), предметы вооружения (наконечники стрел и копий, топоры, фрагменты лука, колчанные крюки, латные пластины), украшения (бусы, носовые и ушные серьги, раковины каури, нашивки, китайские и чжурчжэньские монеты, кольца, браслеты) и игры (комплекс астрагалов).
Кроме могильников владимирскую культуру составляют городища. Известны они давно и назывались как «городища даурского типа». По мнению Новикова-Даурского, городища представляют собой четырехугольные площадки площадью от 800 до 1200 квадратных метров, окруженные валами и рвами, двойными или тройными, с замысловатыми входами, преимущественно с южной, реже с восточной стороны. По углам площадок возвышаются земляные основания бывших башенок. Справа от входа площадки, обычно в 2–3 метрах от крайнего внешнего рва, находится небольшая яма.
Одним из первых обнаруженных городищ стал Гродековский. Впервые информация о нем поступила в Амурский краеведческий музей в 1929 году. Однако из-за приграничной отчужденностью территории, о памятнике забыли. Вновь крепость была открыта только в 1995 году. Раскопки на ней не велись, но, опираясь на сведения разведки и исторические источники, удалось реконструировать основные этапы истории поселения.
Основана крепость была на рубеже I – II тысячелетия, о чем свидетельствует фрагменты мохэских сосудов троицкого типа и станковой посуды амурских чжурчжэней.
Самую большую группу предметов составляют вещи, не имеющие аналогов в монгольской или мохэ–чжурчжэньской культуре. Это материал, который появился в результате совместного существования тунгусо–монгольского населения. Таким образом, владимировская культура является культурной общностью, которая образовалась в результате культурного слияния этих двух этносов.